# Čitluk (Ljubovija)
Pour les articles homonymes, voir Čitluk.
Čitluk (en serbe cyrillique : Читлук) est un village de Serbie situé dans la municipalité de Ljubovija, district de Mačva. Au recensement de 2011, il comptait 868 habitants.
Čitluk est situé sur la rive droite de la Drina.

## Démographie

### Évolution historique de la population
| 1948 | 1953 | 1961 | 1971 | 1981 | 1991 | 2002 | 2011 |
| ---- | ---- | ---- | ---- | ---- | ---- | ---- | ---- |
| 631  | 679  | 637  | 669  | 530  | 858  | 941  | 868  |

|  |